# Theo Abazis
Theo Abazis (Athene, 15 juli 1967) is een Grieks componist, (gedeeltelijk) werkzaam in Nederland.

## Opleiding
Abazis studeerde aanvankelijk piano en muziektheorie aan het nationaal conservatorium in Athene, Griekenland. Hij kwam naar Nederland in 1987 om compositie en orkestdirectie te studeren aan het Utrechts Conservatorium. Hij studeerde af als componist in 1993 met onder andere Medea, een groot orkestwerk en multimediaspektakel. Hij studeerde verder in de jaren 1993-1995 bij Dimitri Terzakis aan de Musikhochschule in Bern, Zwitserland.

## Prijzen en onderscheidingen
Abazis won in 1991 een driejarige beurs van de Onassis Foundation, waarmee hij kon verder studeren bij Tristan Keuris.

## Enkele composities
- 1993 Anathema, ballet, première bij het Stuttgarter Staatsballet, met choreografie van R. De Oliveira)
- 1995 Orfeas, ballet, première bij het Stuttgarter Staatsballet
- Kavafis, voor ensemble (regelmatig uitgevoerd door het Basho Ensemble)
- 1996 Erotikon: a bed-tale for adults, voor gemengd koor en dichter
- 1994  attractive MORALITIES, voor groot ensemble
- 1994  Psalms, voor cello solo
- 1993  Leugens, voor twee blokfluiten, klarinet, altviool en klavecimbel
- 1993  Algos, voor viool en orkest
- 1991  Quasi improvvisazione, voor klarinet solo
- Aquarel, voor drie solo blokfluiten (sopraan-sopranino, alt-sopranino, tenor-sopranino) en blokfluitensemble (ssaattbb)

- International Standard Name Identifier: 0000 0000 3530 9893
- Library of Congress Control Number: n95105429
- Nederlandse Thesaurus van Auteursnamen: 172405270
- Virtual International Authority File: 26316235
- WorldCat: E39PBJrrxm8tjWfPDf4t44QXh3